# Sierksrade
Sierksrade település Németországban, Schleswig-Holstein tartományban. Lakosainak száma 440 fő (2023. december 31.).

## Népesség
A település népességének változása:
| Lakosok száma | 286  | 408  | 421  | 441  | 450  | 440  |
|               | 1975 | 2017 | 2019 | 2021 | 2022 | 2023 |